# Кустовский, Михаил Акимович
Михаил Акимович Кустовский — советский дипломат.

## Биография
Родился в 1915 году в Тараще. Член КПСС.
Окончил Ворошиловградский государственный педагогический институт, ВДШ МИД СССР.
В 1934—1935 гг. — преподаватель политехнического труда Олевской средней школы Киевской области.
В 1939 г. — инспектор по кадрам Ворошиловградского облоно.
Участник Великой Отечественной войны: курсант 3-й Чкаловской военной авиашколы пилотов,
слушатель офицерского Краснодарского объединённого авиационного училища, лётчик, командир звена, командир авиаэскадрильи 825-го штурмового авиационного полка 225-й штурмовой авиационной дивизии 15-й Воздушной армии 2-го Прибалтийского фронта, командир эскадрильи 825-го штурмового авиационного полка 311-й штурмовой авиационной дивизии 1-й Воздушной армии Белорусского военного округа.
В 1946—1951 гг. — старший референт отдела Балканских стран МИД СССР, работник Посольства СССР в Венгрии.
В 1953—1954 гг. — референт X отдела МИД СССР.
В 1954—1958 гг. — первый секретарь Посольства СССР в Норвегии.
В 1959—1965 гг. — первый секретарь Историко-документального управления МИД, работник Управления кадров МИД СССР, работник Отдела оперативной информации МИД СССР.
В 1965—1968 гг. — первый секретарь Посольства СССР в Норвегии.
В 1968—1969 гг. — работник Отдела Скандинавских стран МИД СССР.
В 1969—1987 гг. — начальник/заведующий одним из Отделов МИД СССР.
Умер в 1997 году в Москве

## Награды
- Орден Красного Знамени (дважды)
- Орден Отечественной войны I степени
- Орден Отечественной войны II степени (дважды)
- Орден Александра Невского
- Орден Трудового Красного Знамени
- Орден Красной Звезды
- Орден Знак Почёта (дважды)